# Jeffrey Ching
Jeffrey Ching (* 4. November 1965 in Manila) ist ein britischer Komponist chinesischer Abstammung.

## Leben
Ching entstammt einer buddhistischen chinesischen Familie und wurde in Manila an einer katholischen Schule ausgebildet. Er begann im Alter von zehn Jahren zu komponieren, und seine erste Oper wurde aufgeführt, als er siebzehn Jahre alt war. Er studierte dann an der Harvard University Musik und Sonologie, erhielt dort zwei Stipendien und den Harvard Detur Prize und schloss beide Studien summa cum laude ab. Danach ging er nach England und studierte an der Cambridge University Philosophie (Bachelor) und an der University of London Philosophie und Komposition (Master). 2004 erhielt er die britische Staatsbürgerschaft. Mit seiner Frau, der Sängerin Andión Fernández, lebt er überwiegend in Berlin.
In seiner frühen Zeit komponierte Ching über zweihundert Werke der unterschiedlichsten Genres. 1990, 1993 und 1997 repräsentierte er als Komponist die Philippinen China  bei Konzerten in Peking, Shanghai und Xiamen. 1998 wurde er vom philippinischen Präsidenten als  einer der fünf herausragenden Bürger der Philippinen ausgezeichnet. In diesem Jahr entstand zum 100. Jahrestag der Unabhängigkeit der Philippinen seine 3. Sinfonie Rituals, in der er erstmals Elemente unterschiedlicher Kulturen – balineischer Gamelan-Musik, chinesischer Ming-Musik und spanischer Renaissancemusik – verband. 
Neben Werken für Soloinstrumente, Kammer- und Orchestermusik entstanden in den Folgejahren auch zwei Bühnenwerke: die Oper Das Waisenkind im Auftrag des Theaters Erfurt (2009) und die musikalische Legende Before Branant für das Hongkong Art Festival (2014). 2012 wurden Chings Concerto da camera mit dem Philharmonischen Orchester Erfurt sowie Horologia sinica, eine Auftragsarbeit des Hong Kong Chinese Orchestra, uraufgeführt.